# Liste der Landschaftsschutzgebiete in Amberg
In Amberg gibt es sechs (Stand Mai 2019) Landschaftsschutzgebiete.

## Hinweise zu den Angaben in der Tabelle
- Gebietsname: Amtliche Bezeichnung des Schutzgebietes
- Bild/Commons: Bild und Link zu weiteren Bildern aus dem Schutzgebiet
- LSG-ID: Amtliche Nummer des Schutzgebietes
- WDPA-ID: Link zum Eintrag des Schutzgebietes in der World Database on Protected Areas
- Wikidata: Link zum Wikidata-Eintrag des Schutzgebietes
- Ausweisung: Datum der Ausweisung als Schutzgebiet
- Gemeinde(n): Gemeinden, auf denen sich das Schutzgebiet befindet
- Lage: Geografischer Standort
- Fläche: Gesamtfläche des Schutzgebietes in Hektar
- Flächenanteil: Anteilige Flächen des Schutzgebietes in Landkreisen/Gemeinden, Angabe in % der Gesamtfläche
- Bemerkung: Besonderheiten und Anmerkungen

Bis auf die Spalte Lage sind alle Spalten sortierbar.
| Gebietsname                                                                 | Bild/Commons   | LSG-ID       | WDPA-ID   | Wikidata  | Ausweisung | Gemeinde(n) | Lage     | Fläche ha | Flächenanteil   | Bemerkung |
| --------------------------------------------------------------------------- | -------------- | ------------ | --------- | --------- | ---------- | ----------- | -------- | --------- | --------------- | --------- |
| Schutzstreifen entlang der B 85 neu                                         |                | LSG-00125.05 | 395591    | Q59654972 | 1965       |             | Position | 153,1     | Amberg (99,9 %) |           |
| Am Mariahilfberg                                                            | weitere Bilder | LSG-00580.01 | 396130    | Q59655020 | 2004       |             | Position | 476,26    | Amberg (99,5 %) |           |
| Köferinger Tal, Köferinger Heide, Hirschwald und Vilstal südlich von Amberg | weitere Bilder | LSG-00125.01 | 395587    | Q59654968 | 1965       |             | Position | 181,6     | Amberg (99,9 %) |           |
| Krumbach                                                                    |                | LSG-00590.01 | 396139    | Q59656940 | 1965       |             | Position | 181,6     | Amberg (99,9 %) |           |
| Erzberg                                                                     |                | LSG-00598.01 | 555552626 | Q59655023 | 2009       |             | Position | 163,38    | Amberg (100 %)  |           |
| Ammerbachtal                                                                | weitere Bilder | LSG-00604.01 |           | Q59656949 | 2015       |             | Position | 183,22    | Amberg (100 %)  |           |